# Sorsasaari (ö i Norra Savolax, Kuopio)
Sorsasaari är en ö i Finland. Den ligger i sjön Juurusvesi och Akonvesi och i kommunen Kuopio i den ekonomiska regionen  Kuopio ekonomiska region  och landskapet Norra Savolax, i den centrala delen av landet, 300 km nordost om huvudstaden Helsingfors. Öns area är 83,8 hektar och dess största längd är 1,8 kilometer i sydöst-nordvästlig riktning.